# Benjamin (stam)

Stamgebieden in het Bijbelse Israël

De stam van Benjamin is volgens de Hebreeuwse Bijbel een van de twaalf stammen van de Israëlieten. Volgens het verhaal was stamvader Benjamin de twaalfde en jongste zoon van Jakob en zijn vrouw Rachel. Benjamin was de kleinste en minst belangrijke stam van het oude Israël.
In Rechters 19-21 wordt beschreven hoe de stam Benjamin door de andere stammen van Israël vrijwel wordt uitgeroeid als wraak voor de groepsverkrachting van een Levitische vrouw in Gadea, een Benjaminitische stad. Om te voorkomen dat de stam zou uitsterven, werden uit de stad Jabes 400 maagden gehaald die als echtgenote van de overlevenden konden dienen. 
Bij de scheuring van het Verenigd Koninkrijk Israël sloot Benjamin zich aan bij Juda en samen vormden ze het koninkrijk Juda. In 586 v.Chr. werd Juda veroverd door Nebuzar-adan, kapitein in het leger van koning Nebukadnezar II. Toen hij Jeruzalem voor de tweede keer bezette, voerde een aantal inwoners mee in Babylonische ballingschap. Vandaar de zin:
Een stem werd gehoord in Rama, geween en veel geweeklaag; het was Rachel, die weende om haar kinderen, en zij wilde zich niet laten troosten, omdat zij er niet meer zijn.— Jeremia 31:15 / Matteüs 2:18
Bekende leden van de stam Benjamin zijn de rechter Ehud, de eerste koning van Israël Saul en de apostel Paulus.